# CalyxOS
CalyxOS es un sistema operativo para teléfonos inteligentes basado en Android con software mayoritariamente libre y de código abierto. Lo desarrolla Calyx Institute, como medio para su fin de hacer que la privacidad sea más accesible y fácil de usar para los usuarios.

## Software
CalyxOS incluye funciones y opciones que no están disponibles en el firmware oficial de Android distribuido por la mayoría de los proveedores de dispositivos móviles. Estas características incluyen: la integración de la aplicación de llamadas con aplicaciones de llamadas encriptadas como Signal, la integración de Tor y la inclusión de servicios VPN gratuitos administrados por The Calyx Institute y otras organizaciones sin fines de lucro como Riseup. 
Su buscador predeterminado es DuckDuckGo y el navegador web predeterminado en CalyxOS es la aplicación Android de navegador de DuckDuckGo. CalyxOS incluye además MicroG, un reemplazo mejorado en materia de privacidad para realizar la mayoría de las funciones de los servicios de Google.
CalyxOS ha liderado el desarrollo de SeedVault, una aplicación de copia de seguridad y restauración cifrada para su integración en los sistemas operativos basados en Android. Este se ha adoptado en LineageOS, GrapheneOS y otros.
El sistema operativo tiene como objetivo preservar el modelo de seguridad de Android de forma predeterminada, aprovechando al máximo el sistema de arranque verificado de Android con la firma criptográfica del sistema operativo, que se ejecuta en un cargador de arranque (bootloader) bloqueado.

## Recepción
En octubre de 2020, Moritz Tremmel hizo una reseña de CalyxOS, y un mes después explicó por qué prefería CalyxOS a LineageOS.  Un año después, en septiembre de 2021, Tremmel explicó además cómo CalyxOS era diferente de otras ROMs de Android porque no requería «toquetear» tanto.
Rahul Nambiampurath, en marzo de 2021, escribió para MakeUseOf calificando a CalyxOS como «[una de las] mejores ROM [de Android] orientadas la privacidad... ofrece el término medio perfecto entre comodidad y privacidad».
En agosto de 2021, Android Authority escribió que CalyxOS «pone la privacidad y la seguridad en manos de los usuarios cotidianos».

## Véase además
- LineageOS
- SailfishOS

- Datos: Q105543963
- Multimedia: CalyxOS / Q105543963